# Ne Zha
Ne Zha  (en chino, 哪吒之魔童降世; pinyin, Nézhā zhī Mótóng Jiàngshì; literalmente, ‘Nacimiento del niño demonio Nezha’), es una película de animación china en 3D del año 2019 perteneciente al género de aventuras y fantasía dirigida y escrita por Jiaozi. Su producción de animación es realizada por el propio estudio Chengdu Coco Cartoon del director. Con el popular personaje mitológico chino Nezha, la trama se basa libremente en la clásica novela de la Investidura de los dioses, atribuida a Xu Zhonglin.
Fue lanzado en China exclusivamente en formato IMAX y China Film Giant Screen para teatros el 13 de julio del año 2019, seguido de otros teatros el 26 de julio, distribuido por Beijing Enlight Pictures. Es la primera película animada producida en China lanzada en formato IMAX y, a pesar de ser la función debut de su director y estudio de animación, y no tener actores ampliamente conocidos en su elenco de voces, ha sido una de Los mayores éxitos comerciales en la historia de la animación y del cine chino, estableciendo numerosos récords de taquilla: a partir de agosto de 2019, la película es la película animada más taquillera de China, la película china animada más taquillera del mundo. Con una recaudación bruta de más de $ 725 millones, es la cuarta película animada más taquillera de ese año, la película animada no inglesa más taquillera de todos los tiempos, y la segunda película más taquillera de todos los tiempos en China.
Comenzó su estreno en América del Norte el 29 de agosto de 2019 en salas de cine IMAX 3D seleccionadas, antes de un lanzamiento nacional completo el 6 de septiembre. Fue seleccionada como la participante china para Mejor Película Internacional en los 92.os Premios de la Academia, convirtiéndose en la primera película animada de China en hacerlo, pero extrañamente no fue nominada.
Una segunda película ambientada en el mismo universo, titulada Jiang Ziya, fue lanzada el 1 de octubre de 2020, que es el Día Nacional de China.

## Argumento
Una Perla del Caos, nacida de esencias primordiales, comienza a extraer energías glotonamente. Yuanshi Tianzun envía a sus discípulos Taiyi Zhenren, un corpulento inmortal taoísta montado en un corcel de tipo cerdo volador, y Shen Gongbao para someter a la perla sensible. Debido a su capacidad de absorber energía, Taiyi y Shen no pueden ganar la delantera. Finalmente, Tianzun contiene la Perla del Caos en su estufa celestial, separando la perla en dos componentes opuestos: la Perla del Espíritu y el Orbe Demonio. Tianzun coloca una maldición celestial sobre el Orbe Demonio: dentro de tres años será destruido por un poderoso rayo. Tianzun luego le indica a Taiyi que tome la Perla Espiritual para reencarnarse como el tercer hijo de Li Jin, que se llamará Ne Zha.
Shen conspira para robar la Perla Espiritual y en la batalla que sigue, el Orbe Demonio se coloca en el altar ritual, lo que hace que la esposa embarazada de Li Jing, Lady Yin, dé a luz a un niño, Ne Zha, cuya naturaleza demoníaca es evidente. Los padres de Ne Zha se niegan a permitir que maten a su hijo. Taiyi les dice que el destino de Ne Zha está sellado: dentro de tres años, la maldición celestial colocada sobre el Orbe Demoníaco lo matará de todos modos. Li viaja al cielo con Taiyi en un intento de suplicar por la vida de Ne Zha, pero le dicen que la maldición es inamovible.
Mientras tanto, se revela que Shen robó la Perla del Espíritu para que el Rey Dragón se reencarnara como su hijo, Ao Bing. Los dragones resienten su papel como carceleros de la Corte Celestial y están confinados a una existencia infernal en el fondo del océano. Esperan que a través de la naturaleza bendecida de un hijo nacido de la Perla del Espíritu ese tipo de dragón sea considerado digno por el Cielo, permitiendo que los dragones asciendan. El Rey Dragón le permite a Shen tomar a Ao Bing como estudiante.
Para domar su naturaleza demoníaca y hacerlo feliz, los padres de Ne Zha le mienten, diciéndole que nació de la Perla del Espíritu y que está destinado a ser un gran cazador de demonios. Ne Zha estudia con Taiyi y adquiere grandes habilidades. Finalmente impaciente, el impetuoso Ne Zha escapa de sus confines para cazar demonios. Mientras persigue a un demonio de agua, quema un pueblo de pescadores. Ao Bing también viene a luchar contra el demonio, pero finalmente es derrotado. Ne Zha vence hábilmente al demonio del agua y rescata tanto a Ao Bing como a una niña, pero la gente del pueblo no lo entiende. Enfurecido, Ne Zha arremete contra los aldeanos, hiriendo a muchos de ellos.
Como Ne Zha está destinado a morir por un rayo en su tercer cumpleaños, su madre quiere que él sea feliz en sus últimos días. La familia Li organiza una lujosa fiesta de cumpleaños para su hijo, invitando a un pueblo nervioso a asistir. Shen visita a Ne Zha antes de la fiesta y le revela la verdad de su naturaleza. Enojado y molesto, Ne Zha desata su verdadera forma demoníaca y casi mata a su padre. Ao Bing ayuda a devolver a Ne Zha a su forma habitual y recuperar su conciencia. Sintiéndose traicionado, Ne Zha se va a esperar su destino.
Shen dice que si su engaño se revela a Taizun, no solo será castigado, sino que todos los dragones serán condenados para siempre. Ao Bing, no queriendo traicionar a su especie, decide enterrar vivo al pueblo bajo una enorme capa de hielo para que no haya testigos. Mientras tanto, Ne Zha descubre que mientras visitaba el Cielo para suplicar por su vida, su padre buscó un encantamiento que le permitiera cambiar su vida por la de Ne Zha. Movido por el sacrificio de su padre, Ne Zha regresa a la aldea para detener a Ao Bing. Finalmente, desatando su forma demoníaca completa, Ne Zha derrota a Ao Bing pero le perdona la vida y lo llama su único amigo.
Cuando se acerca el rayo celestial, Ne Zha se rinde a su destino, pero se une inesperadamente con Ao Bing. Uniendo manos, liberan el poder de la Perla del Caos, que tiene la capacidad de absorber energía. Sus cuerpos mortales resultan demasiado débiles para contener la energía del golpe. Taiyi se une a la refriega, salvando sus almas en su artefacto de loto. El rayo se contiene, salvando la ciudad. Aunque sus cuerpos son destruidos, la gente del pueblo se arrodilla ante Ao Bing y Ne Zha en sus formas espirituales.
En las escenas de créditos intermedios y posteriores, el Rey Dragón jura vengarse de los ciudadanos de Chentangguan por lo que le sucedió a Ao Bing, mientras que en un lugar desconocido, se presenta a Jiang Ziya.

## Reparto de voces
- Lü Yanting como el niño Nezha, hijo de Li Jing y Madame Yin.
- Joseph como el adolescente Nezha.
- Han Mo como Ao Bing, el tercer hijo del Rey Dragón.
- Hao Chen como Li Jing, el jefe que gobierna Chentangguan. Se convierte en un padre noble dispuesto a sacrificar su propia vida para rescatar a su hijo Nezha.
- Lü Qi como Lady Yin, la madre de Nezha.
- Zhang Jiaming como Taiyi Zhenren, el maestro de Nezha, un inmortal taoísta que vive en Kunlun.
- Yang Wei como Shen Gongbao.

## Producción
La película cuenta los orígenes mitológicos de Nezha, que es una deidad protectora en la religión popular china, y su historia se basa libremente en la versión literaria del mito que forma dos capítulos de Investiture of the Gods, una novela shenmo de la dinastía Ming, tradicionalmente atribuido a Xu Zhonglin, que incorpora varios mitos existentes en una narrativa más amplia.
La historia ha sido adaptada para la pantalla muchas veces antes, al menos ya en 1927 o 1928, ya sea por sí sola (como en la película de animación tradicional de 1979 Nezha conquista al Rey Dragón) o como parte de adaptaciones de toda la Investidura de los Dioses (como la película de acción en vivo League of Gods de 2016 ).
El director Jiaozi se pasó dos años en total para escribir el guion, y la película estuvo en producción durante tres años.
La película tiene más de 1.318 tomas de efectos especiales, y se necesitaron más de 20 estudios de efectos especiales chinos, empleando a más de 1.600 personas, para darse cuenta del entorno de cuento de hadas de la película, el misterioso Palacio del Rey Dragón y una compleja pelea entre fuego y agua. Una escena sola tardó dos meses en completarse.

## Lanzamiento

### Doméstico
La productora ejecutiva y distribuidora Beijing Enlight Pictures estrenó Ne Zha el 11 de julio de 2019 en Beijing, seguido de un bis el 12 de julio. La película recibió un lanzamiento limitado en IMAX y de alta calidad de gran formato en teatros el 13 de julio, y fue lanzado en todo el país el 26 de julio.

### Taquilla
La película recaudó 600 millones de yuanes (est. $ 84 millones) en sus primeros tres días solo. Rompió récords locales con una apertura de $ 91.5 millones, la más alta de una película animada en China.
El 2 de agosto de 2019, se convirtió en la película animada de mayor recaudación de todos los tiempos en China, un récord mantenido por Zootopia ($ 235.6 millones) desde 2016. El 7 de agosto de 2019, Ne Zha se convirtió en la película animada más rápida en alcanzar $ 400 millones (en 12 días). Actualmente es la película animada de mayor recaudación de todos los tiempos en un solo mercado ($ 703.71 millones en China) superando a Los Increíbles 2 (2018) ($ 608.5 millones en América del Norte), la película animada de mayor recaudación que no es de Disney o Pixar en un mercado único, superando a Shrek 2 (2004) ($ 441.2 millones en América del Norte), y la película animada de habla no inglesa de mayor recaudación, superando El viaje de Chihiro (2001) ($ 361.1 millones en todo el mundo). Al llegar a $ 700 millones (en 46 días), se convirtió en el primer largometraje animado en la historia del cine en alcanzar ese hito en un mercado único.

### Internacional
La película se estrenó en cines en regiones de habla inglesa en mandarín con subtítulos en inglés a fines de agosto y principios de septiembre de 2019.
Fue lanzado en Australia el 23 de agosto y en Nueva Zelanda el 29 de agosto, distribuido por CMC Pictures.
Fue lanzado en los Estados Unidos y Canadá en lugares selectos de IMAX 3D el 29 de agosto, seguido de otros cines el 6 de septiembre, distribuido por Well Go USA Entertainment.
Fue lanzado en el Reino Unido e Irlanda, incluso en lugares selectos de IMAX 3D, el 30 de agosto, distribuido por CMC Pictures en colaboración con Cine Asia.

## Recepción
Douban, un sitio de calificación de los medios chinos, le dio a la película 8,7 sobre 10.
La página Rotten Tomatoes informó que el 87% de los críticos le han dado a la película una crítica positiva basada en 15 reseñas, con una calificación promedio de 7.22/10. En Metacritic, la película tiene una puntuación media ponderada de 54 de 100 basada en 5 críticas, lo que indica "críticas mixtas o promedio".